# Alexandra Aikhenvald
Alexandra Yourievna Aïkhenvald (ou Eichenwald selon l'orthographe originelle de son nom yiddish), dite Sasha Aikhenvald, est une linguiste australienne d'origine soviétique spécialiste de typologie linguistique et des langues arawak (dont le tariana) du bassin amazonien brésilien. Depuis 2021, elle est professeure à Central Queensland University.

## Biographie
Alexandra Aïkhenvald  est l'arrière petite-fille de Iouli Eichenwald (en), critique littéraire russe ; la lexicographe Natalia Chvédova (en) est sa tante paternelle. Fascinée par les langues depuis sa petite-enfance, elle apprend l'espagnol grâce au colocataire espagnol de ses parents et rêve de se spécialiser en études latines et classiques à l'université. Une amie lui enseigne l'allemand alors qu'elle est au lycée ; elle maîtrise le français. Son nom de famille juif lui crée des difficultés dans sa poursuite d'études formelles au sein du système soviétique. Dans une interview, elle commente : « Les Juifs resteront toujours des citoyens de seconde zone en Russie, peu importe leur dur labeur ».
Alexandra Aïkhenvald obtient son diplôme de premier cycle à l'Université d'État de Moscou, avec une thèse sur les langues anatoliennes dont le hittite. Elle étudie aussi le sanskrit, l'akkadien, le lituanien, le finnois, le hongrois, l'arabe, l'italien et le grec ancien. En dehors de ses cours, elle apprend l'estonien et l'hébreu. Après ses études, elle rejoint l'équipe de recherche de l'Institut d'études orientales de l'Académie des sciences de l'URSS, où elle obtient son diplôme de candidate ès sciences (Cand. Sc., équivalent soviétique de doctorat) en 1984 avec une thèse sur la « Classification structurelle et typologique des langues berbères » (1984).
De 1989 à 1992, Aïkhenvald effectue des recherches au Brésil, où elle maîtrise le portugais, apprend cinq langues indiennes brésiliennes et écrit une grammaire de la langue tariana. À partir de 1993, elle travaille en Australie, d'abord à l'Université nationale australienne, puis à l'Université de La Trobe.
En 1996, l'expert en langues aborigènes australiennes R.M.W. Dixon et Alexandra Aïkhenvald  créent la Centre de Recherche en typologie linguistique de l'Australian National University à Canberra. Le 1er janvier 2000, le centre est transféré à l'Université de La Trobe à Melbourne. Dixon et Aïkhenvald démissionnent tous deux en mai 2008. En janvier 2009, elle devient professeure à l'Université James Cook où elle et R.M.W. Dixon fondent le Language and Culture Research Group.
Elle parle Tok Pisin et écrit une grammaire du Manambu, une langue sepik dans laquelle elle rêve parfois,.

## Travaux de recherche
Elle travaille sur le contact linguistique, en référence à la zone multilingue du bassin de la rivière Vaupés,. Elle établit une typologie des classifieurs et élabore des paramètres pour la typologie des preuves comme marqueurs grammaticaux des sources d'information.

## Distinctions
- 1999 : Élue Fellow de l'Académie australienne des sciences humaines (en)[15]
- 2010 : Prix Humboldt de la recherche de l'Université de Cologne[16]
- 2012 : Australian Laureate Fellowship (en)en ethnolinguistique[15]
- 2016 : Fellow de la Queensland Academy of Arts and Sciences[16]

## Publications (sélection)
- A Grammar of Tariana, from Northwest Amazonia (Cambridge Grammatical Descriptions), Cabridge University Press, 2003  (ISBN 978-0521826648)
- Areal Diffusion and Genetic Inheritance: Problems in Comparative Linguistics (Explorations in Linguistic Typology), Oxford, OUP, 2006  (ISBN 978-0199283088)
- Evidentiality, Oxford, OUP, 2006  (ISBN 978-0199204335)
- The Manambu language of East Sepik, Papua New Guinea, Oxford, OUP, 2010  (ISBN 978-0199588237)
- Imperatives and commands, Oxford, OUP, 2010  (ISBN 978-0199207909)
- The Art of grammar, a practical guide, Oxford, OUP, 2014  (ISBN 978-0199683215)
- Serial Verbs, Oxford, OUP, 2018  (ISBN 978-0192855770)
- How Gender Shapes the World, Oxford, OUP, 2016  (ISBN 9780198723752)
- I Saw the Dog: How Language Works, Profile Books, 2021 (ISBN 9781781257715)

### Articles
- Worlds apart: language survival and language use in two Middle Sepik communities, dans Journal de la Société des Océanistes, 146, 2018 Lire en ligne